# 皇家西班牙网球联合会
西班牙皇家网球联合会（简称RFET）是西班牙的国家网球管理机构。成立于1907年，RFET负责监管、发展和推广西班牙境内的网球活动，涵盖业余和职业水平。西班牙皇家网球联合会是欧洲网球联合会的成员，并且被国际网球联合会（ITF）和西班牙政府认可为西班牙的网球权威机构。该组织还负责西班牙戴维斯杯代表队和西班牙比利·简·金杯代表队的管理。总部位于巴塞罗那。

## 历史
西班牙皇家网球联合会的成立可以追溯到“西班牙皇家草地网球协会”（Royal Association of Spanish Lawn-Tennis）的创立，该协会起源于“巴塞罗那草地网球协会”（Barcelona Lawn-tennis Association）。这个协会在当时是与伦敦的网球协会建立联系的最早的国家网球组织，而伦敦的网球协会是20世纪初期具有全球影响力的网球管理机构之一。在那个时代，西班牙的网球俱乐部并没有一个集中管理的全国性机构来制定比赛规则。直到1909年9月，在圣塞巴斯蒂安国际比赛（Concurso Internacional de San Sebastián）召开时，来自各个俱乐部和企业的代表聚集在一起，才决定成立一个全国性网球联合会。经过多次名称更改后，联合会在1975年正式采用了如今的名称——西班牙皇家网球联合会（Real Federación Española de Tenis，RFET），巩固了其作为西班牙网球主要管理机构的地位。

## 协会结构
西班牙皇家网球联合会（RFET）的治理结构包括由会员俱乐部和协会选举产生的主席，以及一个董事会，董事会下设多个委员会，负责各个领域的工作，如比赛、运动员发展、裁判工作和基层项目等。

## 目标和职责
西班牙皇家网球联合会（RFET）的核心目标是促进、组织和监督西班牙的网球运动。其职能不仅包括代表西班牙参加国际网球比赛，还在欧洲网球协会和西班牙奥委会中拥有会员资格。RFET肩负着多项重要责任，具体包括：
- 组织赛事：该联合会组织并批准不同年龄组和技能水平的各类全国网球赛事，包括西班牙举办的ATP和WTA等职业赛事。[2]
- 运动员培养：RFET积极通过训练计划、教练认证以及支持区域和国家层面的年轻球员，来培养和发展西班牙的网球人才。[3][4][5]
- 规章与裁判工作：RFET制定并执行西班牙的网球规则，确保比赛公平进行并维护体育的诚信。同时，RFET也负责培训和裁判员的认证。[6]
- 推广与发展：RFET致力于全国范围内的网球推广，鼓励各个层级的参与，并支持俱乐部和设施的建设，以促进网球的普及和发展。[7]
- 国际代表：RFET代表西班牙网球的国际利益，负责西班牙戴维斯杯队和西班牙比利·简·金杯队，并与国际网球联合会及全球其他网球联合会合作。[7][8]
- 匹克球：RFET最近与西班牙匹克球协会达成协议，将匹克球纳入其框架。这一合作涉及在RFET内部设立专门委员会，负责监督和管理这一运动。[9]